# Nick Fry

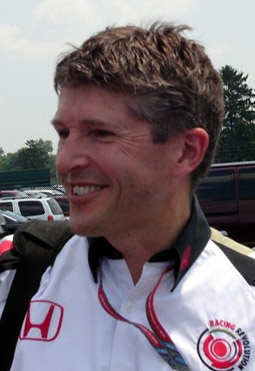
Nick Fry 2006

Nick Fry (* 29. Juni 1956 in Epsom, England) ist ein britischer Ökonom und ehemaliger Geschäftsführer beim Formel-1-Team Mercedes GP.

## Karriere
Nach seinem Studium der Ökonomie an der Swansea University kam Fry 1977 zu Ford, wo er in verschiedenen Positionen bis ins Jahr 2000 tätig war. 2001 wechselte er als Geschäftsführer zu Prodrive, einem Unternehmen für Ingenieursdienstleistungen im Motorsport, das von David Richards gegründet und geleitet wurde und die unter anderem als Kooperationspartner von Subaru an der Rallye-Weltmeisterschaft teilnimmt.
2002 bekam Fry zusätzliche Verantwortung beim Formel-1-Team British American Racing (B·A·R) übertragen, das ebenfalls von Richards gemanagt wurde. 2005 wurde er nach dem Rückzug Richards Generaldirektor und Teamchef des Rennstalls. Diese Positionen behielt er auch nach der Übernahme des Teams Ende 2005 durch den japanischen Automobilkonzern Honda. Vor der Saison 2008 teilte er sich jedoch die Verantwortung mit dem Briten Ross Brawn, der die Funktion des Teamchefs übernahm. 2009 war er Geschäftsführer beim Formel-1-Team Brawn GP und behält diesen Posten auch nach der Übernahme durch Mercedes-Benz. Gemeinsam mit Ross Brawn besaß Fry einen Anteil von 24,9 % am Team, welchen er bei der Übernahme durch Mercedes-Benz verkaufte.
2013 wurde Fry als Geschäftsführer bei Mercedes GP von Toto Wolff ersetzt. 2018 übernahm er die Rolle des Chief Commercial Officer bei der britischen E-Sport-Organisation Fnatic. Im Oktober 2021 wurde Fry Non-executive Chair bei McLaren Applied.

## Privates
Im Juli 2009 heiratete Fry seine Freundin Kate.